# Esquiule
Esquiule [ɛskjul] (Eskiula en basque) est une commune française, située dans le département des Pyrénées-Atlantiques en région Nouvelle-Aquitaine.
La commune est géographiquement située en Béarn, malgré son attachement à la Soule tant sur le plan historique que culturel et linguistique. En effet 62,85 % de sa population parlait le basque en 2010.
Le gentilé est esquilois (ou eskiulatar en basque).

## Géographie

### Localisation
La commune d'Esquiule se trouve dans le département des Pyrénées-Atlantiques, en région Nouvelle-Aquitaine.
Elle se situe à 43,5 km par la route de Pau, préfecture du département, et à 10,6 km d'Oloron-Sainte-Marie, sous-préfecture.
Les communes les plus proches sont : 
Féas (4,5 km), Moumour (4,8 km), Orin (5,1 km), Barcus (5,2 km), Géronce (5,3 km), Orin (5,6 km), Saint-Goin (5,9 km), Verdets (6,2 km).
Sur le plan historique et culturel, Esquiule fait partie de la province du Béarn, qui fut également un État et qui présente une unité historique et culturelle à laquelle s’oppose une diversité frappante de paysages au relief tourmenté.

### Communes limitrophes
Les communes limitrophes sont Ance Féas, Aramits, Barcus, Géronce, Moumour, Oloron-Sainte-Marie, Orin, Ance et Féas.
|        | Géronce  | Orin (par un quadripoint), Moumour |
| Barcus | Esquiule | Oloron-Sainte-Marie                |
|        | Aramits  | Ance Féas                          |

### Hydrographie

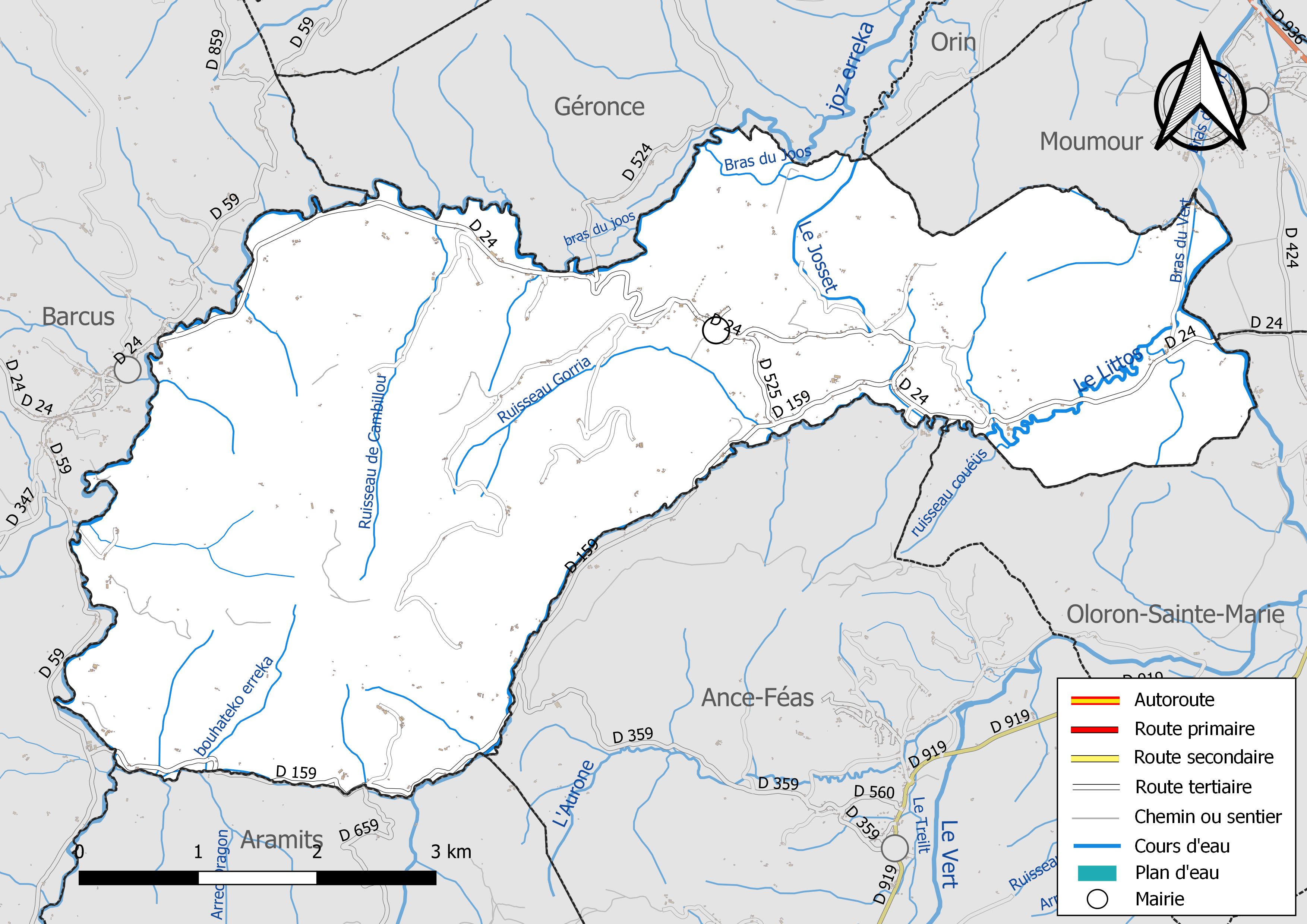
Réseaux hydrographique et routier d'Esquiule.

La commune est drainée par le Joos, le Vert, le Littos, le Josset, Bouhatéko erreka, un bras du Joos, un bras du Ruisseau le Joos, un bras du Vert, le ruisseau couéüs, le ruisseau de Cambillou, le ruisseau Gorria, et par divers petits cours d'eau, constituant un réseau hydrographique de 43 km de longueur totale,.
Le Joos, d'une longueur totale de 35,6 km, prend sa source dans la commune de Montory et s'écoule du sud vers le nord. Il traverse la commune et se jette dans le gave d'Oloron à Préchacq-Josbaig, après avoir traversé 11 communes.
Le Vert, d'une longueur totale de 34,9 km, prend sa source dans la commune d'Arette et s'écoule du sud vers le nord. Il traverse la commune et se jette dans le gave d'Oloron à Moumour, après avoir traversé 6 communes.
Le Littos, d'une longueur totale de 13,1 km, prend sa source dans la commune d'Aramits et s'écoule du sud-ouest vers le nord-ouest. Il traverse la commune et se jette dans le Vert à Esquiule, après avoir traversé 4 communes.

### Climat
Pour des articles plus généraux, voir Climat de la Nouvelle-Aquitaine et Climat des Pyrénées-Atlantiques.
Historiquement, la commune est exposée à un climat de montagne.  
En 2020, Météo-France publie une typologie des climats de la France métropolitaine dans laquelle la commune est toujours exposée à un climat de montagne et est dans la région climatique Pyrénées atlantiques, caractérisée par une pluviométrie élevée (>1 200 mm/an) en toutes saisons, des hivers très doux (7,5 °C en plaine) et des vents faibles.
Pour la période 1971-2000, la température annuelle moyenne est de 13,2 °C, avec une amplitude thermique annuelle de 13,5 °C. Le cumul annuel moyen de précipitations est de 1 377 mm, avec 11,9 jours de précipitations en janvier et 9,4 jours en juillet. Pour la période 1991-2020, la température moyenne annuelle observée sur la station météorologique la plus proche, située sur la commune d'Oloron-Sainte-Marie à 8 km à vol d'oiseau, est de 13,1 °C et le cumul annuel moyen de précipitations est de 1 491,4 mm,. Pour l'avenir, les paramètres climatiques de la commune estimés pour 2050 selon différents scénarios d'émission de gaz à effet de serre sont consultables sur un site dédié publié par Météo-France en novembre 2022.

### Milieux naturels et biodiversité

#### Réseau Natura 2000
Le réseau Natura 2000 est un réseau écologique européen de sites naturels d'intérêt écologique élaboré à partir des Directives « Habitats » et « Oiseaux », constitué de zones spéciales de conservation (ZSC) et de zones de protection spéciale (ZPS).
Un site Natura 2000 a été défini sur la commune au titre de la « directive Habitats » : « le gave d'Oloron (cours d'eau) et marais de Labastide-Villefranche », d'une superficie de 2 547 ha, une rivière à saumon et écrevisse à pattes blanches,.

#### Zones naturelles d'intérêt écologique, faunistique et floristique
L’inventaire des zones naturelles d'intérêt écologique, faunistique et floristique (ZNIEFF) a pour objectif de réaliser une couverture des zones les plus intéressantes sur le plan écologique, essentiellement dans la perspective d’améliorer la connaissance du patrimoine naturel national et de fournir aux différents décideurs un outil d’aide à la prise en compte de l’environnement dans l’aménagement du territoire.
Deux ZNIEFF de type 2 sont recensées sur la commune, : 
- le « bassin versant du Lausset et du Joos : bois, landes et zones tourbeuses » (19 519,13 ha), couvrant 23 communes du département[25] ;
- le « réseau hydrographique du gave d'Oloron et de ses affluents » (6 885,32 ha), couvrant 114 communes dont 2 dans les Landes et 112 dans les Pyrénées-Atlantiques[26].

## Urbanisme

### Typologie
Au 1er janvier 2024, Esquiule est catégorisée commune rurale à habitat très dispersé, selon la nouvelle grille communale de densité à sept niveaux définie par l'Insee en 2022.
Elle est située hors unité urbaine. Par ailleurs la commune fait partie de l'aire d'attraction d'Oloron-Sainte-Marie, dont elle est une commune de la couronne,. Cette aire, qui regroupe 44 communes, est catégorisée dans les aires de moins de 50 000 habitants,.

### Occupation des sols

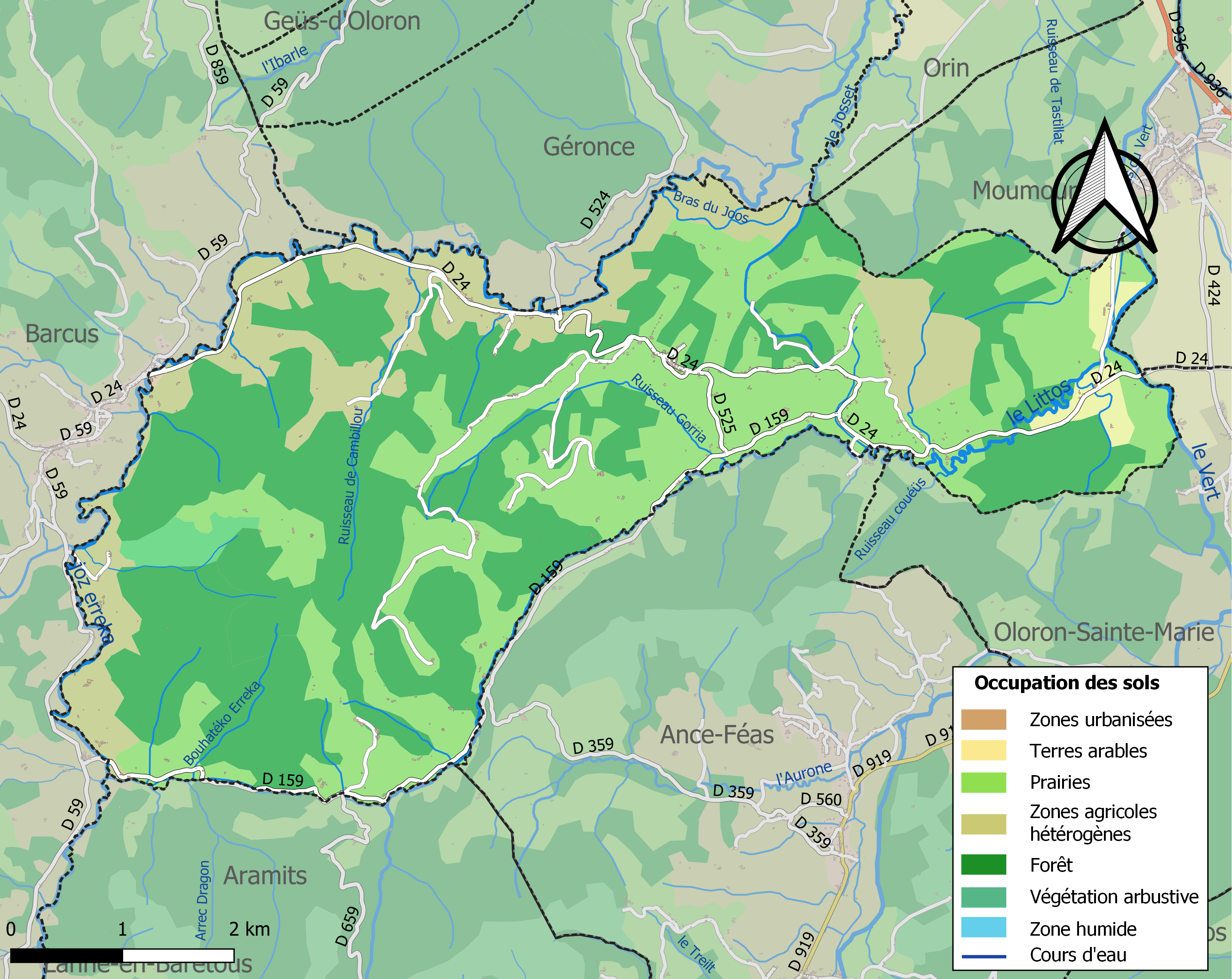
Carte des infrastructures et de l'occupation des sols de la commune en 2018 (CLC).

L'occupation des sols de la commune, telle qu'elle ressort de la base de données européenne d’occupation biophysique des sols Corine Land Cover (CLC), est marquée par l'importance des territoires agricoles (52,7 % en 2018), en augmentation par rapport à 1990 (51,8 %). La répartition détaillée en 2018 est la suivante : 
forêts (46,1 %), prairies (34,1 %), zones agricoles hétérogènes (16,7 %), terres arables (1,9 %), milieux à végétation arbustive et/ou herbacée (1,2 %), zones urbanisées (0,1 %). L'évolution de l’occupation des sols de la commune et de ses infrastructures peut être observée sur les différentes représentations cartographiques du territoire : la carte de Cassini (XVIIIe siècle), la carte d'état-major (1820-1866) et les cartes ou photos aériennes de l'IGN pour la période actuelle (1950 à aujourd'hui).

### Lieux-dits et hameaux
Huit quartiers composent la commune d'Esquiule :
- Barrena (Barrenne sur les cartes IGN)
- Berbiela (Bervielle sur les cartes IGN)
- Kanbillu (Cambillou sur les cartes IGN)
- Landasohuta (Ibar de Bas sur les cartes IGN)
- Bartabürüibarra (Ibar de Haut sur les cartes IGN)
- Hegia (Le Bourg en français)
- Narbe (Narbé sur les cartes IGN)
- Oskabibar (Oscaby sur les cartes IGN)

### Risques majeurs
Le territoire de la commune d'Esquiule est vulnérable à différents aléas naturels : météorologiques (tempête, orage, neige, grand froid, canicule ou sécheresse), inondations, feux de forêts, mouvements de terrains et séisme (sismicité moyenne). Il est également exposé à un risque technologique,  le transport de matières dangereuses. Un site publié par le BRGM permet d'évaluer simplement et rapidement les risques d'un bien localisé soit par son adresse soit par le numéro de sa parcelle.

#### Risques naturels
Certaines parties du territoire communal sont susceptibles d’être affectées par le risque d’inondation par une crue torrentielle ou à montée rapide de cours d'eau, notamment le Vert, le Littos et le Joz erreka. La commune a été reconnue en état de catastrophe naturelle au titre des dommages causés par les inondations et coulées de boue survenues en 1982, 1992, 2008, 2009 et 2014,.
Esquiule est exposée au risque de feu de forêt. En 2020, le premier plan de protection des forêts contre les incendies (PDPFCI) a été adopté pour la période 2020-2030. La réglementation des usages du feu à l’air libre et les obligations légales de débroussaillement dans le département des Pyrénées-Atlantiques font l'objet d'une consultation de public ouverte du 16 septembre au 7 octobre 2022,.
Les mouvements de terrains susceptibles de se produire sur la commune sont des affaissements et effondrements liés aux cavités souterraines (hors mines). Afin de mieux appréhender le risque d’affaissement de terrain, un inventaire national permet de localiser les éventuelles cavités souterraines sur la commune.

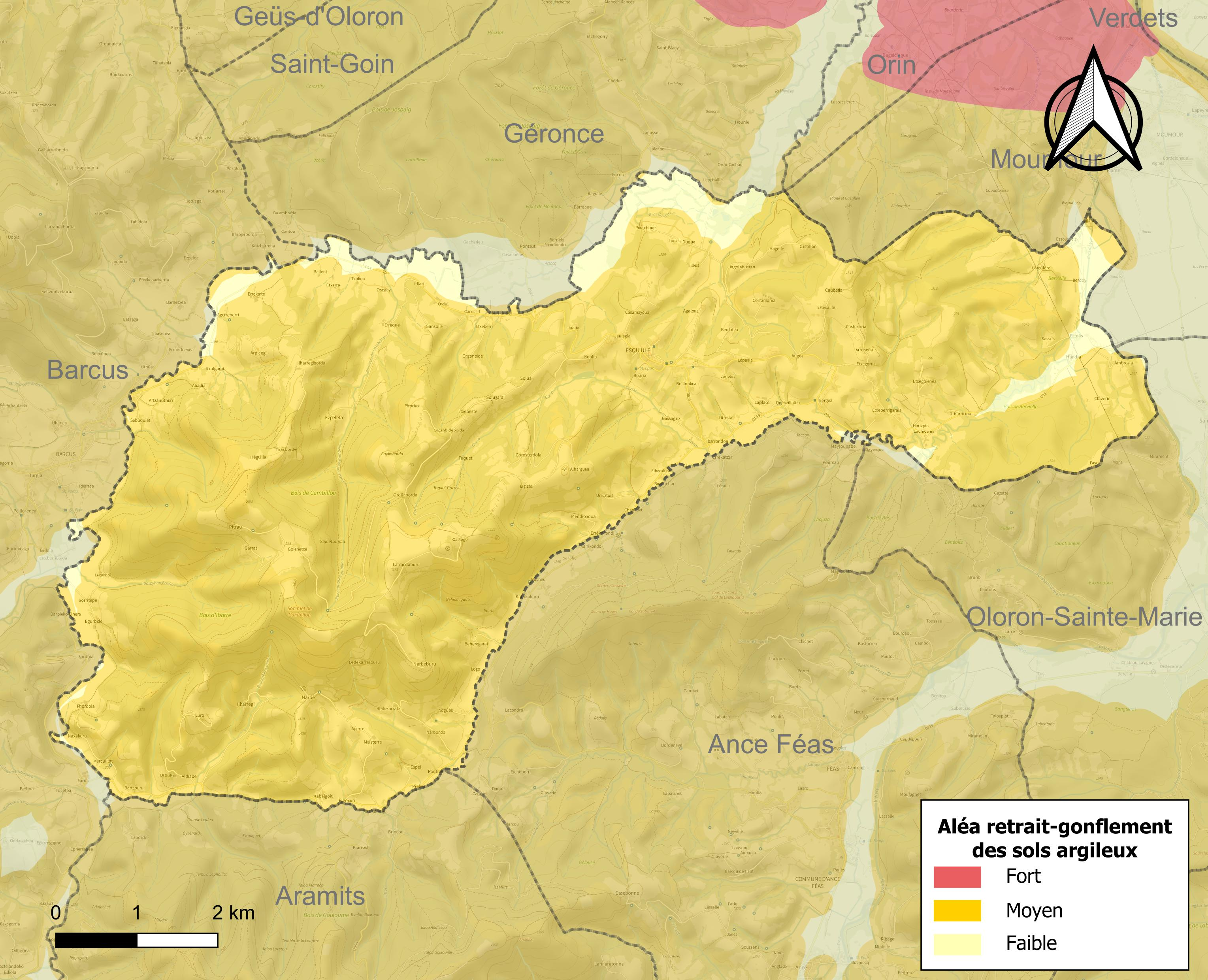
Carte des zones d'aléa retrait-gonflement des sols argileux d'Esquiule.

Le retrait-gonflement des sols argileux est susceptible d'engendrer des dommages importants aux bâtiments en cas d’alternance de périodes de sécheresse et de pluie. 95 % de la superficie communale est en aléa moyen ou fort (59 % au niveau départemental et 48,5 % au niveau national). Depuis le 1er octobre 2020, en application de la loi ELAN, différentes contraintes s'imposent aux vendeurs, maîtres d'ouvrages ou constructeurs de biens situés dans une zone classée en aléa moyen ou fort,.

## Toponymie

### Attestations anciennes
Le toponyme Esquiule apparaît sous les formes 
Esquiula, Squiule et Esquiulle (respectivement 1542 pour les deux premiers, et 1548, réformation de Béarn).

### Étymologie
Selon Jean-Baptiste Orpustan, Esquiule provient du basque ezkiola, « la cabanne des tilleuls » avec assimilation vocalique romane -iola > -iule. Le nom basque moderne a été calqué sur le nom roman.

### Graphie en langues locales
Son nom basque actuel est Eskiula et Esquiula ou Esquiule en béarnais.

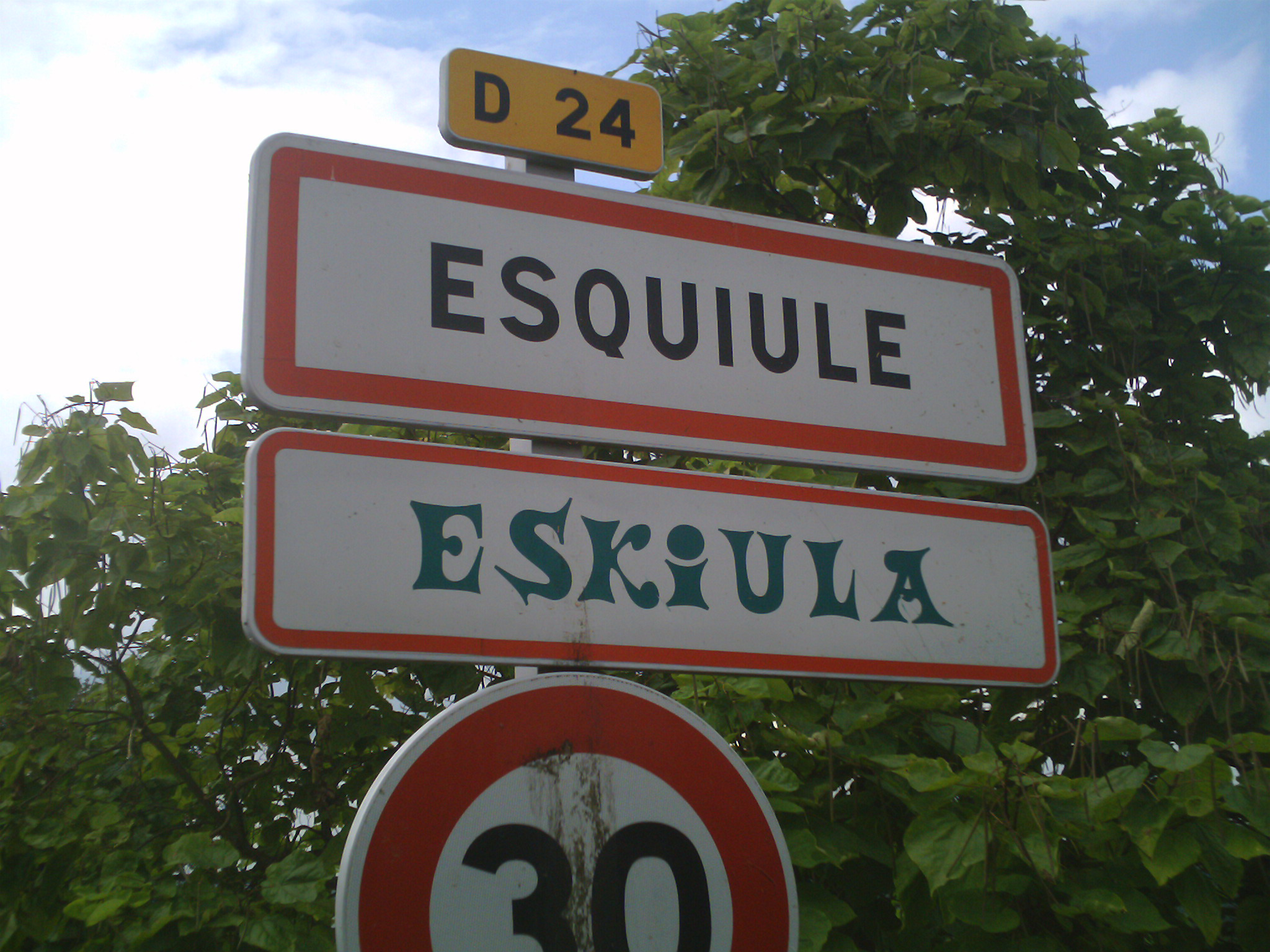
Panneau de signalisation bilingue (français et basque).

## Histoire
La Coutume de Soule, écrite le 21 novembre 1520 par Jacques de Béla est un document qui décrit la société et les institutions de la Soule au Moyen Âge et même au-delà. La Soule est divisée en trois messageries et Esquiule fait partie de la messagerie de Haute-Soule qui comprend dix-neuf paroisses. Cette messagerie est divisée en deux dégairies ou vics : le val dextre et le val senestre.
Paul Raymond note que la seigneurie d'Esquiule dépendait de la baronnie de Mesplès. Esquiule est souvent énumérée dans les listes de communes souletines. Pourtant ce village, de création relativement récente (au milieu du XVe siècle), a bien été fondé sur des terres béarnaises — même si sa population a été constituée de colons venus des terres basques situées plus à l'ouest. De langue basque, la paroisse n'en est pas moins demeurée sous juridiction béarnaise (dépendant tant de la subdélégation que de la sénéchaussée d'Oloron), et a été rattachée au canton d'Aramits à la départementalisation en 1790. On peut d'ailleurs préciser que le 23 janvier 1796, la population a réclamé par référendum son rattachement au canton basque de Barcus, ce qui ne lui a pas été concédé. On a donc affaire ici à une commune de culture basque en terres béarnaises. En matière pastorale, Esquiule n'est d'ailleurs pas membre de la commission syndicale du Pays de Soule, propriétaire des terres de pacage indivises, mais a conclu deux accords (le premier en 1456 et le second en 1652) pour l'utilisation de certains terrains d'altitude de la province historique.

### Culture basque
Au XXIe siècle encore, la commune fait partie d'un canton ainsi que d'une intercommunalité béarnaise. Il s'agit donc d'une commune de culture et de langue basque en terre béarnaise. Selon l'Académie de la langue basque, Esquiule fait partie de la Soule. L'attachement à la culture basque et souletine est toujours ancré de nos jours. Esquiule a notamment organisé la pastorale souletine de 1912 sur le thème de Napoléon, de 1955 sur le thème de Matalas et de 2000 sur le thème de Maddalena De Jauréguiberry. Elle possède une association de danses souletines. Esquiule est également membre du syndicat intercommunal de soutien de la culture basque.

## Politique et administration
| Période                                  | Période  | Identité                   | Étiquette | Qualité |
| ---------------------------------------- | -------- | -------------------------- | --------- | ------- |
| 1790                                     | 1791     | Joseph Murcuillat          |           |         |
| 1791                                     | 1792     | Pierre Andère-Hagolabustan |           |         |
| 1792                                     | 1805     | Pierre Lepphaille          |           |         |
| 1805                                     | 1812     | Jean Pierre Castillon      |           |         |
| 1812                                     | 1813     | Joseph Poutchoue           |           |         |
| 1813                                     | 1815     | Martin Castège             |           |         |
| 1815                                     | 1831     | Jean Pierre Castillon      |           |         |
| 1831                                     | 1837     | Jean Pierre Quintaburu     |           |         |
| 1837                                     | 1848     | Alexis Castéjurry          |           |         |
| 1848                                     | 1871     | Simon Etchanchu Espelet    |           |         |
| 1871                                     | 1876     | Pierre Narbéburu           |           |         |
| 1876                                     | 1881     | Pierre Legris              |           |         |
| 1881                                     | 1892     | Jean Etchégorry            |           |         |
| 1892                                     | 1896     | Pierre Narbéburu           |           |         |
| 1896                                     | 1901     | Simon Augé Eyheralt        |           |         |
| 1901                                     | 1904     | Pierre Berho               |           |         |
| 1904                                     | 1925     | Thomas Solougaray          |           |         |
| 1925                                     | 1945     | Pierre Etchart Bichar      |           |         |
| 1945                                     | 1949     | Armand Berdot              |           |         |
| 1949                                     | 1959     | Albert Lepphaille          |           |         |
| 1959                                     | 1969     | André Orgambide            |           |         |
| 1969                                     | 1983     | Jean-Pierre Rousseu        |           |         |
| 1983                                     | 1995     | Jean Berdot                |           |         |
| 1995                                     | 2008     | Laurent Chabalgoity        |           |         |
| 2008                                     | 2016     | Jean Bedecarrax            |           |         |
| 2016                                     | En cours | Maryse Artigau             |           |         |
| Les données manquantes sont à compléter. |          |                            |           |         |

### Intercommunalité
La commune fait partie de quatre structures intercommunales : 
- la communauté de communes du Haut Béarn ;
- le syndicat AEP du pays de Soule ;
- le syndicat d'énergie des Pyrénées-Atlantiques ;
- le syndicat intercommunal pour le soutien à la culture basque.

## Population et société

### Démographie
L'évolution du nombre d'habitants est connue à travers les recensements de la population effectués dans la commune depuis 1793. Pour les communes de moins de 10 000 habitants, une enquête de recensement portant sur toute la population est réalisée tous les cinq ans, les populations de référence des années intermédiaires étant quant à elles estimées par interpolation ou extrapolation. Pour la commune, le premier recensement exhaustif entrant dans le cadre du nouveau dispositif a été réalisé en 2004.

En 2022, la commune comptait 531 habitants, en évolution de −0,56 % par rapport à 2016 (Pyrénées-Atlantiques : +3,78 %, France hors Mayotte : +2,11 %).
| 1793  | 1800  | 1806  | 1821  | 1831  | 1836  | 1841  | 1846  | 1851  |
| ----- | ----- | ----- | ----- | ----- | ----- | ----- | ----- | ----- |
| 1 513 | 1 274 | 1 382 | 1 362 | 1 382 | 1 410 | 1 390 | 1 320 | 1 251 |

| 1856  | 1861  | 1866  | 1872  | 1876  | 1881  | 1886  | 1891  | 1896  |
| ----- | ----- | ----- | ----- | ----- | ----- | ----- | ----- | ----- |
| 1 281 | 1 236 | 1 221 | 1 169 | 1 117 | 1 089 | 1 057 | 1 012 | 1 030 |

| 1901 | 1906 | 1911 | 1921 | 1926 | 1931 | 1936 | 1946 | 1954 |
| ---- | ---- | ---- | ---- | ---- | ---- | ---- | ---- | ---- |
| 966  | 975  | 918  | 814  | 836  | 804  | 808  | 741  | 639  |

| 1962 | 1968 | 1975 | 1982 | 1990 | 1999 | 2004 | 2006 | 2009 |
| ---- | ---- | ---- | ---- | ---- | ---- | ---- | ---- | ---- |
| 617  | 538  | 497  | 474  | 523  | 500  | 541  | 548  | 534  |

| 2014 | 2019 | 2022 | - | - | - | - | - | - |
| ---- | ---- | ---- | - | - | - | - | - | - |
| 539  | 538  | 531  | - | - | - | - | - | - |

La commune fait partie de l'aire d'attraction d'Oloron-Sainte-Marie.

### Enseignement
La commune dispose d'une école élémentaire publique.

## Économie
L'activité est principalement agricole (élevage, pâturages, polyculture, vigne). La commune fait partie de la zone d'appellation de l'ossau-iraty.

## Culture locale et patrimoine

### Patrimoine linguistique

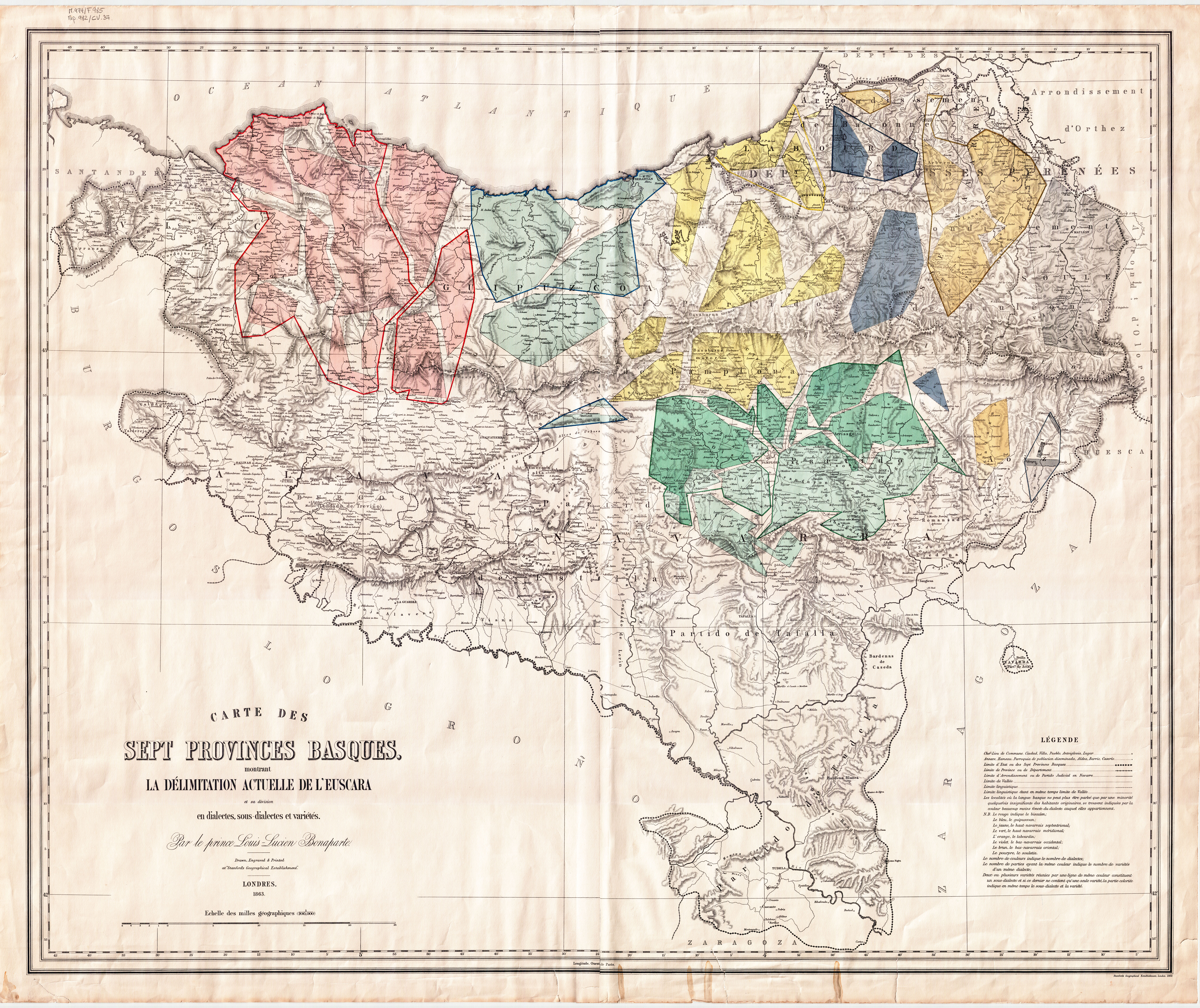
Carte des sept provinces basques (1), 1863

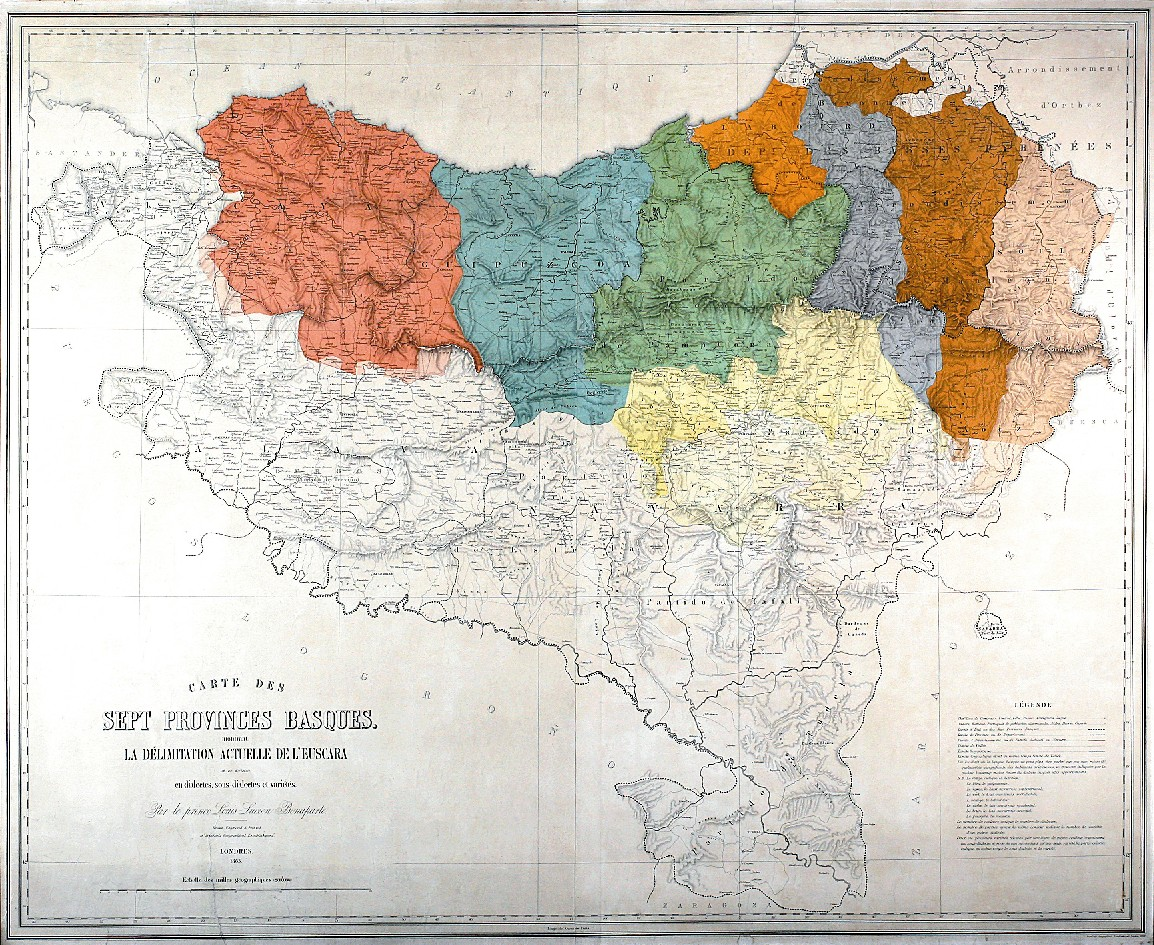
Carte des sept provinces basques (2), 1863

Les deux versions de la Carte des sept provinces basques montrant la délimitation actuelle de l'euscara en dialectes, sous-dialectes et variétés dressée en 1863 par le prince Louis-Lucien Bonaparte placent Esquiule dans l'aire bascophone.
Le Recueil des idiomes de la région gasconne réalisé en 1894 par le linguiste Édouard Bourciez nous livre pour Esquiule une version de la parabole de l'enfant prodigue traduite en basque.
La carte du Pays basque français dressée en 1943 par Maurice Haulon laisse apparaître la "démarcation actuelle entre la langue basque et les dialectes romans". La commune d'Esquiule est située dans l'aire bascophone.
D'après la Morfología del verbo auxiliar vasco [Morphologie du verbe auxiliaire basque], Esquiule est située dans l'aire bascophone, et plus précisément de dialecte souletin. Son auteur Pedro de Yrizar estime dans les années 1970-1972 le nombre de locuteurs basques à 100%, soit l'un des taux les plus hauts de Soule.
Dans le choix des communes dites les plus adaptées pour réaliser une étude linguistique sur le dialecte souletin, l'auteur, assisté du linguiste et philologue René Lafon, précise pour Esquiule : " localité en dehors des limites de la Soule ; frontière basco-romane ".
Selon Jacques Allières qui dresse en 1977 la frontière linguistique de la langue basque, " En France, sa frontière [...] englobe la vallée du Saison, affluent du Gave d'Oloron, jusqu'à Domezain, courant à l'est de Sainte-Engrâce, Esquiüle [...] ".

### Patrimoine civil
- Eskiulako bestak : les fêtes du village ont lieu fin août, avec au programme tradition et modernité dans un esprit festif : chant, danses, concert, bal, bandas
- Le château des seigneurs de Mesples, construit en 1609 et démoli dans les années 1970 dont il ne reste plus que la tour de l'escalier. Il existait une cheminée monumentale style renaissance. Une chapelle castrale y était accolée. Les pierres ont servi à reconstruire le château d'Aren
- la papeterie (Moulin) de Berbielle, possession des seigneurs de Mesplès, dont l'existence remonte au milieu du XVIe siècle
- Eliza bestak (littéralement fête de l'église) a lieu à la mi-décembre
- Tournoi de pala : de fin mars à début juillet
- Tournoi tête à tête de pala sur le fronton de Peko Plaza (juillet - août).
- Course à la montagne en septembre.
- Passage du Rallye des cimes
- Pastorale Maddalena De Jauréguiberry en 2000
- Mascarade en 1983, 1992 et 2002
- Association Eskiularra : chants et de danses souletins
- Dinbili Danbala : création artistique de Catherine Arçanuthurry sur le thème des Quatre Saisons de Vivaldi ainsi que sur les danses traditionnelles de la Soule (danse du verre, etc.) en 2007
- Oroitzapenak - Création de danses et chants souletins. Spectacle joué essentiellement par les enfants de l'association Aintzina Eskiula. en 2012

### Patrimoine religieux
L'église de l'Immaculée-Conception date du XIXe siècle.

## Équipements
La commune dispose d'une école primaire.

## Personnalités liées à la commune
- Jean-César de Mesplès, dernier seigneur d'Esquiule, Berbielle, Ilhasse, Saint-Goin, Marquis de Mesples (1771-1790), né et baptisé à Saint-Goin le 18 août 1721, est décédé à Pau le 1er thermidor an III (19 juillet 1795). Il fut aussi président à mortier au Parlement de Navarre (1751-1790). Marié à Marie-Angélique Roux de Gaubert, leur fille unique, la marquise de Verthamon vendra la totalité des biens du Marquisat de Mesplès (Seigneurie d'Esquiule, Berbielle, Ilhassse et Saint-Goin à Emmanuel Lagarde en 1822.